# Église Saint-Christophe de Sauveterre-de-Rouergue
L'église Saint-Christophe de Sauveterre-de-Rouergue est une église située en France sur la commune de Sauveterre-de-Rouergue, dans le département de l'Aveyron en région Occitanie.
Cet édifice fait l'objet d'une inscription au titre des monuments historiques depuis le 3 février 1999.

## Localisation
L'église est située sur la commune de Sauveterre-de-Rouergue, dans le département français de l'Aveyron.

## Historique

### L'église paroissiale

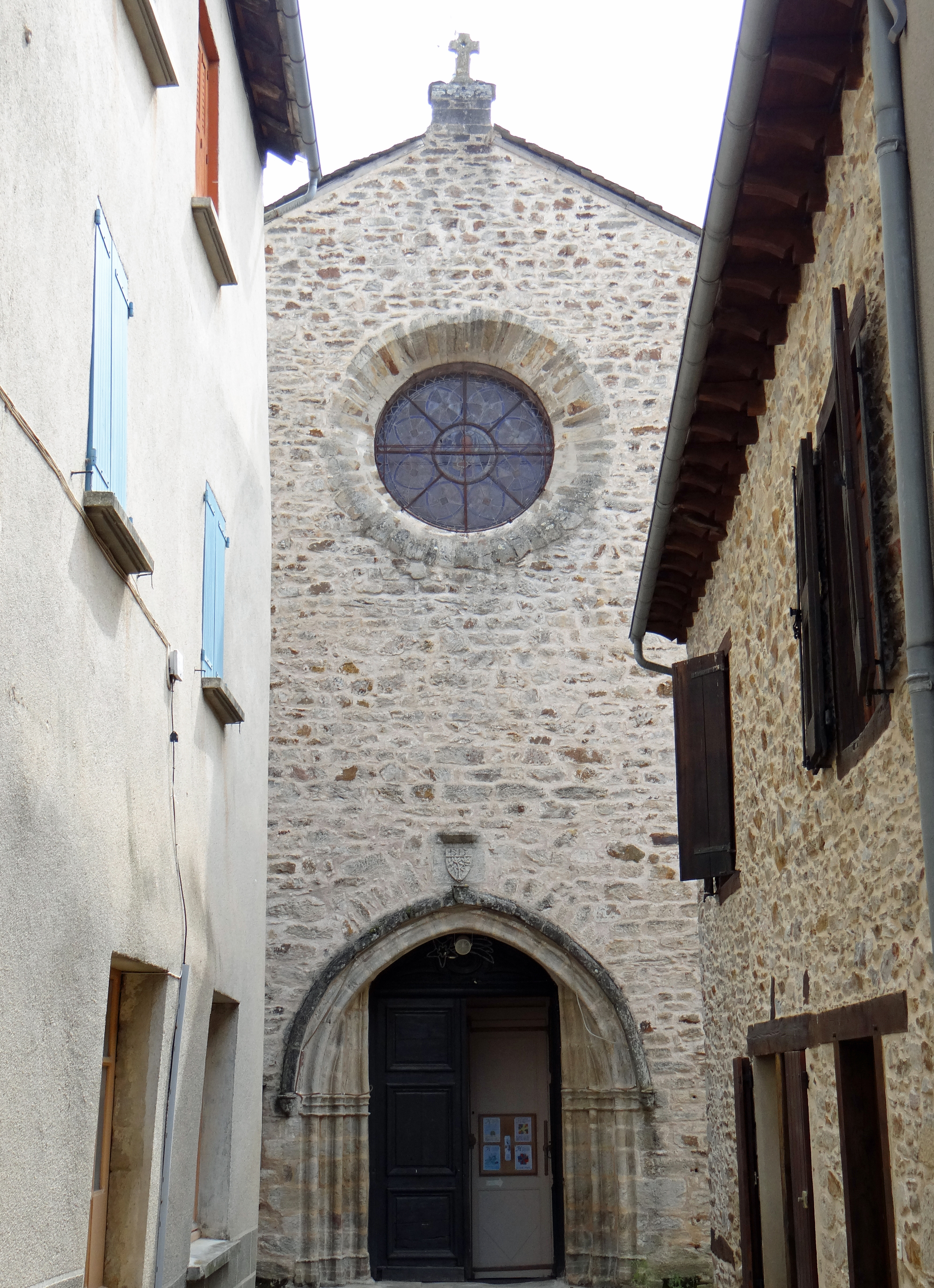
La façade et le portail, face à la place des Arcades.

La bastide de Sauveterre-de-Rouergue a été fondée par Guillaume de Mâcon et de Vienne, sénéchal du roi Philippe le Hardi en Rouergue. La décision a été prise par le roi à la Pentecôte 1280 pour contrôler le Ségala. La bastide a été implantée entre Naucelle et La Salvetat sur la terre de Luzefre appartenant au seigneur de Villelongue, au sud de Sauveterre. En 1251, la famille qui tenait le château de Luzefre avait cédé sa part du château à l'abbaye de Bonnecombe. 
La famille de Saint-Privat est entrée en possession du château en 1259. Cette terre, comme celle de Villelongue appartenait au comte de Toulouse. En 1261, Bernard Brenguier de Malemort reconnaît tenir du comte son château et domaine de Villelongue, le village de Gramond et trois parts du château de Luzefre. En 1280 est signé le traité de paréage entre le roi et l'abbé de Bonnecombe sur la fondation de Sauveterre. Les seigneurs locaux doivent s'engager à aider la fondation de cette nouvelle bastide. 
Mais cette fondation va se heurter à l'opposition de Bégon de la Barrière, seigneur de Castelnau-Peyralès, qui se prétendait suzerain de Bernard Brenguier de Malemort. Mais le sénéchal de Rouergue Pierre Bouche (ou Bochi) passe outre à cette opposition en 1281 et entreprend les travaux de construction. La ville nouvelle reçoit sa charte de franchises et de libertés en 1284. La charte précise aussi les limites du terroir. En 1301 la ville est dotée d'un bailliage allant de l'Aveyron au Viaur.
Le clocher de l'église a dû être construit sur une tour du château de Luzefre. Il a fait partie du rempart de la ville quand l'enceinte de la ville est construite en 1319. Le château de Luzefre a ensuite disparu. de la tour du Roi,« tor del Rey », de Sauveterre. Le 29 juin 1369, les troupes anglaises sont battues à Compeyre par Jean d'Armagnac.
La première église est construite en 1313 hors de l'enceinte de la ville, sur l'« Oratoire »,  à l'est du clocher actuel. On peut voir l'ogive de la porte de l'ancienne église sur le mur oriental du clocher. Sauveterre devient le siège d'une paroisse vers 1330 sous le patronage de saint Vital.
Le 13 février 1362, Sauveterre passe sous la souveraineté du roi d'Angleterre, duc d'Aquitaine. Jean Chandos reçoit du maréchal Boucicaut les clefs de la tour du Roi,« tor del Rey », de Sauveterre. Le 29 juin 1369, les troupes anglaises sont battues à Compeyre par Jean d'Armagnac. La garnison anglaise quitte Sauveterre en 1369 qui a été rachetée. Les fortifications sont renforcées par les Anglais et se poursuivent après 1369. La tour du Roi est rasée pour ne pas servir d'appui aux Anglais ou aux grandes compagnies. La ville va connaître une période de paix, entre 1380 et 1415. Les consuls de Sauveterre participent aux États de Rouergue. Ces États se sont réunis à l'intérieur de l'enceinte de Sauveterre de 1375 à 1378 et en 1386.
Le 21 janvier 1384, « sage homme Guilhem Vernhas », marchand de Montpellier, donne le reliquaire de saint Christophe à l'église. Ce don va entraîner le changement de dédicace de l'église.
Elle est déplacée à son emplacement actuel, à l'intérieur des remparts de la ville, en 1388. Sa construction a été faite dans le style gothique méridional. Les trois niveaux du clocher ont servi de grenier communautaire.

### Les confréries et la collégiale
À partir de 1330, des confréries charitables et des confréries de métier, des chapellenies et des fondations pieuses vont être créées. Une fraternité des prêtres existe à Sauveterre.

#### Fraternité des prêtres
La Fraternité ou Université des prêtres de la communauté compte 14 membres en 1450, tous natifs de la ville et non bénéficiers. La Fraternité est ouvert aux cadets des familles de la ville qui souhaitaient entrer dans la prêtrise. Elle leur permet d'exercer leur ministère en ayant gîte et revenus. La fonction des prêtres est d'assurer le service des fondations et des offices pour les vivants et les morts. Ce rôle est rappelé dans les statuts de 1700 : « assurer des messes successivement pour augmenter le culte de Dieu et contribuer à la piété des habitants ». Ils reçoivent les revenus des fondations pieuses, obits et chapellenies. Les rentes de la Fraternité se sont étendues dans un rayon de 15 km autour de Sauveterre. En 1620, les revenus pour chaque prêtre sont de 18 livres, 4 ou 5 quintaux de seigle, de l'avoine, 2 poules, un livre de cire, et 7 à 8 de pitance selon leur présence aux offices.
On note qu'à la fin du XVIe siècle il y a un prêtre organiste, Johan Esquieu. Il meurt en 1598. En 1605, les consuls et conseillers de la ville discutent de l'embauche d'un organiste présent dans la ville, Guillaume Valiech qui a fait « soner l'orgue de la présente ville, les jours de dimanche et festes solempnelles et autres jours que sera besoing ... » jusqu'à sa mort. Le conseil de la ville a accepté de porter ses gages annuels à 50 livres.
Les prêtres sont au nombre de 25 avant l'épidémie de peste de 1628 qui tue la moitié de la population de Sauveterre. Il n'y a plus que 9 prêtres en 1629. Ils sont 15 en 1715, encore 9 en 1789.
La vie commune reste en vigueur jusqu'à la fin du XVIIIe siècle. Les assemblées de partage se tiennent dans la sacristie.

#### Confréries charitables
- Confrérie  du Copus-Christi qui regroupe les prêtres filleuls de Sauveterre.
- Confrérie Sainte-Eutrope est fondée en 1406. Elle est reconnue par l'évêque de Rodez qui accorde 40 jours d'indulgence aux fidèles qui l'intègrent, et 40 jours aux fidèles qui assistent à la messe de Saint-Eutrope.
- Confrérie Saint-Christophe, existant avant 1416, et qui compte 402 confrères en 1421.

En janvier 1416 est entreprise la construction d'une maison de la Confrayrie, « affin de fere là ung disner solempnel aux confrayres de la confrayrie institué al honeur de dieu et de monsieur sanct Christophe ».
Au printemps 1416, Vincent Ferrier vient prêcher dans la ville à la demande des consuls.
En 1470, les confréries du Corpus-Christi, de la Vierge Marie et de Saint-Christophe sont regroupées sous la direction de la confrérie du Corpus-Christi. C'est la seule confrérie charitable qui a subsisté au XVIe siècle. Elle a 77 membres en 1551. Les temps forts de la confrérie sont les messes solennelles, les processions et le banquet annuel. Le banquet a disparu au XVIIe siècle.

#### Confréries de métier
La plus ancienne confrérie de métier est celle des forgerons-couteliers, fondée le 24 juillet 1456, à la veille de la Saint-Éloi, dans la forge de Géraud Ferrières. Cette confrérie Saint-Éloi comprend alors 20 membres, 19 couteliers et un fabricant de fourreaux.
La confrérie Saint-Jacques des chapeliers est fondée le 13 mai 1585. Elle comprend 22 membres.
La confrérie Saints-Crépin-et-Crépinien des cordonniers est créée le 25 octobre 1595 avec 12 membres.

#### Collégiale Saint-Christophe
L'importance des fondations pieuses dans l'église amène l'évêque François d'Estaing à faire de l'église une collégiale de 25 prêtres, en 1514. Antoine d'Estaing, évêque d'Angoulême, frère de François d'Estaing, a été prieur de Sauveterre, en 1514.
L'édifice est inscrit au titre des monuments historiques en 1999.

## Description

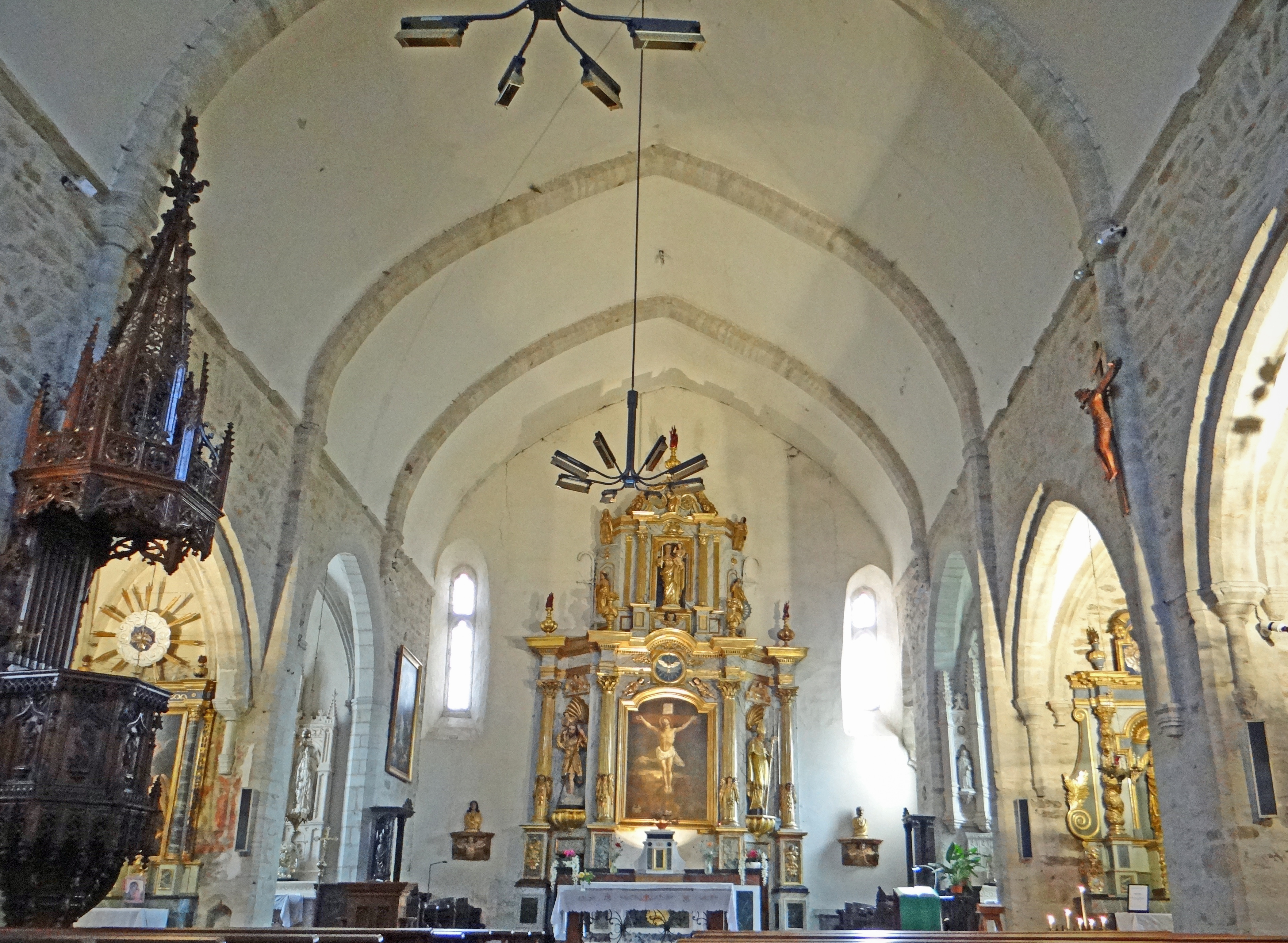
La nef, le maître-autel et les chapelles latérales.

L'église est du type gothique méridional. Elle se compose d'une nef unique de 25 mètres de long, 10 m de large et 13 m de hauteur. Elle est voûtée en berceau ogival divisé sur la longueur en 6 parties de largeurs inégales par 4 arcs-doubleaux saillants reposant sur des colonnes engagées dans les murs. Les colonnes ne descendent pas jusqu'au sol, mais à 3 mètres du pavé, et sont terminées en cul-de-lampe.
Il y a six chapelles, trois de chaque côté, placées entre les contreforts, communiquant avec la nef. Une rosace est percée dans le mur ouest.
La première chapelle située du côté de l'épître (côté droit en regardant l'autel), appelée la Sardonne, est dédiée à Notre-Dame-de-Pitié, aujourd'hui saint Joseph. Elle a été fondée par un riche marchand de Sauveterre, Guillaume Sardon, le 15 juillet 1455. La deuxième chapelle est dédiée à Notre-Dame-du-Rosaire, la troisième à saint Roch.
Du côté de l'évangile (côté gauche en regardant l'autel), la première chapelle est appelée chapelle de fer, dédiée aujourd'hui à Notre-Dame de Lourdes, la deuxième est dédiée au Sacré-Cœur de Jésus, la troisième est dédiée à saint Jean-Baptiste.
La sacristie se trouve derrière le maître-autel.

## Décor
Plusieurs éléments du décor de l'église sont protégés au titre des Monuments historiques.

### Retable du maître-autel
Le retable du chœur est appliqué contre le mur oriental. Au-dessus du tabernacle, il se compose de quatre colonnes cannelées supportant l'entablement, deux colonnes de chaque côté du tableau représentant le Calvaire De chaque côté, entre les colonnes, se trouve une statue. Côté de l'évangile (gauche), saint Christophe à l'Enfant Jésus assis sur ses épaules, côté de l'épître (côté droit), saint Loup évêque. Au-dessus de l'entablement a été placée dans une riche décoration une statue de la Vierge tenant l'Enfant sur son bras gauche et un sceptre de sa main droite. De part et d'autre se trouvent des statues, de sainte Catherine martyre, à droite, de sainte Reine, à gauche, portant chacune les instruments de leur martyre.
La hauteur de l'ensemble atteint les 10 mètres. Il date du XVIIe siècle. Il a été classé au titre d'objet en 1979.

### Stalles
Il y a 26 stalles dans le chœur, rangées à droite et à gauche, sur deux lignes. Le rang supérieur comprend 7 stalles, le rang inférieur, 6. On peut y voir les armoiries de la famille d'Estaing. Plusieurs de ses membres ont été prieurs de la collégiale Saint-Christophe.
Elles datent du XVIe siècle et ont été classées au titre d'objet en 1979.
À l'origine, le chœur des prêtres fraternisants était séparé de la nef des fidèles par « un grand balustre de bois entouré de sièges à double rang », comme le note Bernardin de Corneillan lors de sa visite de 1635. En 1741, le secrétaire de l'évêque Jean d'Ise de Saléon indique qu'il y a un jubé à l'entrée du chœur. C'était du haut de cette chaire que le diacre disait les premiers mots de la prière latine, « Jube, Domine, benedicere » (« daigne, Seigneur, me bénir »).

### Retable de la Vierge à l'Enfant
Retable richement décoré de colonnes torsadées à pampres encadrant une statue de la Vierge à l'Enfant, dans la chapelle Notre-Dame-du-Rosaire. 
Il date du XVIIIe siècle et a été classé au titre d'objet en 1981.

### Crucifixion
Une statue en bois représentant le Christ en Croix est placée contre le mur latéral. À l'origine, il se trouvait au milieu de la clôture des prêtres.
Il date du premier quart du XVIe siècle et a été classé au titre d'objet en 1981

### Chaire à prêcher
Une chaire à prêcher en bois de noyer du XIXe siècle se trouve contre le mur latéral gauche. Elle a été réalisée par le sculpteur ruthénois Jeanjean, dans le style ogival du XVIe siècle. Le sculpteur a représenté les quatre évangélistes, saint Pierre, saint Paul et saint Jean-Baptiste.
La chaire a été classée au titre d'objet en 1979.